# دانييل هيرمانسون
دانييل هيرمانسون (بالسويدية: Daniel Hermansson)‏ هو لاعب هوكي الجليد سويدي، ولد في 3 أبريل 1982 في Borlänge ‏ في السويد.

## وصلات خارجية
- دانييل هيرمانسون على موقع EliteProspects.com (الإنجليزية)
- دانييل هيرمانسون على موقع Eurohockey.com (الإنجليزية)
- دانييل هيرمانسون على موقع HockeyDB.com (الإنجليزية)